# Zhor El Horr
Zhor El Horr, née à Casablanca en 1947, est une enseignante, avocate, ex-magistrate et militante des droits de l'homme, ayant rempli plusieurs postes dans la scène judiciaire marocaine.

## Parcours professionnel
En 1966, parallèlement aux études de droit qu’elle suit, elle aborde sa carrière en tant qu'enseignante de langue arabe. À El Jadida, en 1979, elle devient la première femme juge au Maroc, dans un environnement professionnel dans lequel les femmes sont très peu présentes. À Casablanca, elle assure plusieurs responsabilités dans le domaine judiciaire, telles que vice-présidente du tribunal de première instance d’Ain Ckock et présidente du tribunal de première instance d’Al Fida Mers Sultan,
Au cours de sa carrière, elle est membre de la Commission royale consultative de la révision de la Moudawana et du comité d'experts chargé de l'élaboration du guide du code de la famille marocain (2004), avant de rejoindre, en 2006, alors qu'elle occupait le poste de présidente du tribunal de la famille de Casablanca, le Conseil supérieur de la magistrature, nouvellement connu sous la forme du Conseil supérieur du pouvoir judiciaire (à partir de 2007).  
Dans le domaine de l'enseignement, elle exerce à l’Institut supérieur de la magistrature de Rabat. Elle créé son propre cabinet d'avocat.

## Succès et reconnaissances
Au titre de reconnaissance à ses accomplissements en tant que militante des droits de l'homme, Zhor El Horr est nommée chevalier de l'ordre du Ouissam alaouite en 2000, puis est promue commandant en 2003.
À l'échelle internationale, le roi du Bahreïn lui attribue en 2006 un Wissam de deuxième degré à l'occasion du deuxième congrès des femmes arabes organisé par l'« Arab Women Organization ».
L'ONG Amnesty International lui rend hommage, en tant que femme de loi et de justice, magistrate hors normes, juge indépendante.

## L'associatif
Parallèlement à ses responsabilités de juriste, Zhor El Horr est présidente de l'association marocaine pour le soutien à la famille, qui place la famille, en général, et les droits des femmes et des enfants, en particulier, au centre de ses préoccupations.